# Calàndria becgrossa

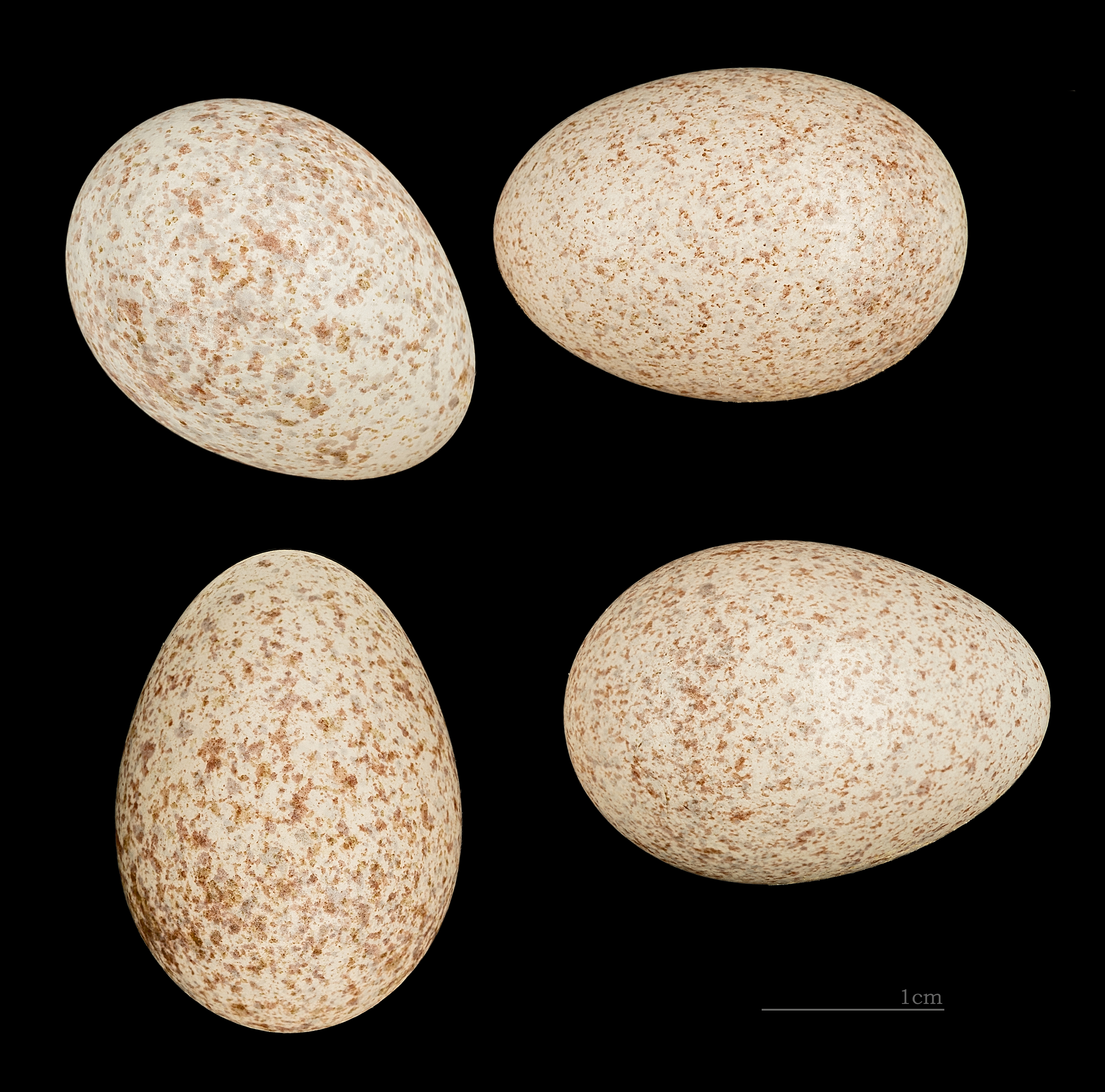
Ramphocoris clotbey

La calàndria becgrossa (Ramphocoris clotbey) és una espècie d'ocell de la família dels alàudids (Alaudidae) i única espècie del gènere Ramphocoris Bonaparte, 1850.

## Hàbitat i distribució
Habita els desert pedregosos des del Sàhara Occidental, Marroc i nord de Mauritània cap a l'est, per Algèria, Tunis, Líbia i Egipte, fins al sud de Síria i nord-oest d'Aràbia.